# Boromys offella
A Boromys offella az emlősök (Mammalia) osztályának a rágcsálók (Rodentia) rendjébe, ezen belül a tüskéspatkányfélék (Echimyidae) családjába tartozó kihalt faj.
Az állat a Boromys emlősnem típusfaja.

## Előfordulása
Ez a faj Kuba szigetén volt őshonos. Kevéssé ismerjük ezt a fajt.

## Kihalása
Kihalásának oka pontosan nem ismert, elképzelhető, hogy a szigetre behurcolt patkányok okozták.

## Rokonai
Egyetlen közeli rokona a Boromys torrei faj volt. Hispaniola és Puerto Rico szigetén is kihaltak a Heteropsomyinae alcsaládba tartozó rokonai.